# Іржавецька сільська рада (Ічнянський район)
Іржа́вецька сільська́ ра́да — адміністративно-територіальна одиниця та орган місцевого самоврядування в Ічнянському районі Чернігівської області. Адміністративний центр — село Іржавець.

## Загальні відомості
- Територія ради: 45,17 км²
- Населення ради: 840 осіб (станом на 2001 рік)

Іржавецька сільська рада зареєстрована 1928 року. Стала однією з 27-ти сільських рад Ічнянського району і одна з 8-ми, яка складається з одного населеного пункту.
На території сільради діє Іржавецька ЗОШ I-III ст. та Іржавецький ДНЗ «Веселка».

## Населені пункти
Сільській раді були підпорядковані населені пункти:
- с. Іржавець

## Склад ради
Рада складалася з 12 депутатів та голови.
- Голова ради: Чуб Віра Миколаївна

### Керівний склад попередніх скликань
| Прізвище, ім'я, по батькові | Основні відомості                                                                       | Дата обрання | Дата звільнення |
| --------------------------- | --------------------------------------------------------------------------------------- | ------------ | --------------- |
| Киричок Павло Андрійович    | Сільський голова, 1953 року народження, член Народної партії                            | 26.03.2006   | 31.10.2010      |
| Киричок Павло Адрійович     | Сільський голова, 1953 року народження, освіта середня спеціальна, член Народної партії | 31.10.2010   | 31.03.2014      |
| Чуб Віра Миколаївна         | Сільський голова, 1959 року народження, освіта середня спеціальна, позапартійна         | 26.10.2014   |                 |

Примітка: таблиця складена за даними сайту Верховної Ради України

### Депутати
За результатами місцевих виборів 2010 року депутатами ради стали:

#### За суб'єктами висування
| Суб'єкт висування           | Кількість обраних депутатів | %    |
| --------------------------- | --------------------------- | ---- |
| Народна партія              | 9                           | 75   |
| Партія регіонів             | 2                           | 16,7 |
| Комуністична партія України | 1                           | 8,3  |

#### За округами
| № округу                    | Прізвище, ім'я, по батькові   | Дата визнання обраним | Освіта  | Партійна приналежність | Відомості про обраного депутата                         |
| --------------------------- | ----------------------------- | --------------------- | ------- | ---------------------- | ------------------------------------------------------- |
| Комуністична партія України |                               |                       |         |                        |                                                         |
| 6                           | Косун Євгеній Федорович       | 01.11.2010            | вища    | позапартійний          | пенсіонер                                               |
| Народна Партія              |                               |                       |         |                        |                                                         |
| 1                           | Товкун Петро Миколайович      | 01.11.2010            | середня | член Народної партії   | СТОВ "Іржавецьке, головний агроном                      |
| 2                           | Ревенко Григорій Валентинович | 01.11.2010            | середня | член Народної партії   | СТОВ "Іржавецьке, завідуюч МТФ                          |
| 4                           | Омельченко Наталія Євгеніївна | 01.11.2010            | середня | член Народної партії   | СТОВ "Іржавецьке, бухгалтер                             |
| 5                           | Овчаренко Надія Григорівна    | 01.11.2010            | середня | член Народної партії   | пенсіонер                                               |
| 7                           | Ревенко Людмила Миколаївна    | 01.11.2010            | середня | член Народної партії   | Іржавецький фельдшерсько-акушерський пункт, завідувачка |
| 8                           | Лебедєва Інна Геннадіївна     | 01.11.2010            | вища    | член Народної партії   | СТОВ "Іржавецьке, бухгалтер                             |
| 10                          | Насілевський Павло Архипович  | 01.11.2010            | середня | член Народної партії   | пенсіонер                                               |
| 11                          | Медвідь Тамара Миколаївна     | 01.11.2010            | вища    | член Народної партії   | СТОВ "Іржавецьке, головний бухгалтер                    |
| 12                          | Чуб Віра Миколаївна           | 01.11.2010            | середня | член Народної партії   | Іржавецька сільська рада, секретар                      |
| Партія регіонів             |                               |                       |         |                        |                                                         |
| 3                           | Чуб Микола Миколайович        | 01.11.2010            | середня | член Партії регіонів   | ТОВ «Агротрейд», електрик                               |
| 9                           | Місяйло Петро Васильович      | 01.11.2010            | вища    | позапартійний          | священик                                                |